# Clements High School
La Secundaria William P. Clements, conocida más comúnmente como Secundaria Clements, es una escuela pública en First Colony, Sugar Land, dentro del estado estadounidense de Texas, que lleva el nombre del exgobernador de Texas Bill Clements, y es parte de la fortaleza Bend Independent School District.
Clements High School ha sido reconocida por la revista Texas Monthly en su lista de las mejores escuelas secundarias del sur del estado de Texas. También en la clasificación de las mejores escuelas secundarias de los Estados Unidos de 2015 de la revista US News, Clements se ubicó en el puesto 666 entre 27,000 escuelas secundarias de todo el país debido a su nivel educativo. En 2010 y 2011, Clements fue valorado como una institución ejemplar.

## Historia
La escuela fue fundada en 1983 y nombrada por William P. Clements. En 2009, Lee Crews, ex directora principal de las escuelas First Colony Middle y Quail Valley Middle, desarrolló el cargo de directora principal de Clements. En 2011, Kenneth Gregorski, anteriormente de la escuela Crockett Middle fue nombrado director en Clements. En 2013, David Yaffie, de la Escuela Intermedia Baines, fue nombrado director y también desempeñó como subdirector a fines de la década de 1990 y principios del 2000.

## Académico
En 2014, Clements fue clasificada como la número 10 en las Mejores Escuelas Secundarias de Matemáticas y Ciencias en la lista del área de Houston, y fue incluida en el número 3 de las Mejores Escuelas Secundarias en la lista del Área de Houston. Los puntajes SAT promedio fueron de lectura crítica
559, matemática 608 y escritura 573. Clements Es a menudo reconocida como uno de los mejores institutos en el estado de Texas, y ha sido clasificada como "Ejemplar" por la Agencia de Educación de Texas por 15 años./ref> Math 690 and Verbal 660. The average 2019 ACT score was a 30.

## Actividades extracurriculares
Clements organizó el Simposio francés de Texas en 2011. Además, las bandas musicales constantemente ganan sorteos en la temporada de conciertos de UIL. La banda de marcha está entre las participantes al Concurso de Marcha Estatal de UIL cada año y se ubica muy bien en concursos de marcha en todo el estado.
Clements participó en el Tazón de Ciencia Nacional en 2016, terminando en el tercer lugar con un equipo de primer año.
El equipo Clements's Science Olympiad es el más fuerte en Texas (junto con la academia Liberal Arts and Science y la escuela secundaria Seven Lakes).
Clements tiene la mayor cantidad de grados en la Asociación Nacional de Discurso y Debate del Distrito Este de Texas, en el Distrito Escolar Independiente de Fort Bend por lo que es una escuela destacada de habla y debate. La escuela ha sido primera en el Torneo Estatal de la Asociación Forense de Texas en el Debate del Foro Público en 2009, en el Debate del Congreso en 2013 y en el Debate del Foro Público en 2015. En 2016, Clements fue finalista en Lincoln Douglas Debate en el Torneo de Campeones.

## Patrones de alimentación
Las siguientes escuelas elementales alimentan a Clements::
- Colony Bend
- Austin Parkway (parcial)
- Colony Meadows
- Commonwealth (Parcial)
- Settlers Way (parcial)
- Cornerstone

Las siguientes escuelas medias  alimentan a Clements:
- Fort Settlement (parcial)
- First Colony (parcial)
- Sartartia (Parcial)

Demografía
A partir de la Primavera 2015:
- Indio americano / nativo de Alaska 0,43%
- Asiático 48.76%
- Negro / afroamericano 6.68%
- Nativo de Hawái / Islas del Pacífico 0.12%
- Blanco 30.14%
- Hispáno o Latino 11.28%
- 2 o más razas 2.59%

## Alumnado Notable
Craig Ackerman - juego-por-jugar announcer para los cohetes de Houston de NBA
- Mate Albers - Béisbol de Liga Importante pitcher, Washington Nationals
- Derek Carr - NFL quarterback, Oakland Raiders
- Jennifer Don - EE. UU. Representan Patinar nacionales medalist, bronce de Joven Mundial medalist, Campeón Nacional de Taiwán
- JC Gonzalez - actor, compositor, cantante; participó en Victorious, Parks and Recreation, Blue, Los Americans y otros.
- Daniella Guzman - periodista; era con estación de televisión local KPRC-televisión (2006-2012), ahora con KNBC en Los Ángeles
- Clay Helton - entrenador de cabeza del fútbol, USC
- Tyson Helton - entrenador de fútbol
- K.J. Mediodías - artista marcial mixto profesional, ganado inaugural EliteXC Campeonato Ligero, UFC Welterweight
- Loral O'Hara - Ingeniero y astronauta de NASA.
- Mark Quinn - Béisbol de Liga Importante outfielder, Ciudad de Kansas Royals
- Bryan Stoltenberg - lineman para NFL San Diego Chargers, Gigantes de Nueva York, Carolina Panteras; miembro de 1995 Fútbol Universitario Todo-Equipo de América
- Jon Schillaci - Violador de Serial y FBI Diez Fugitivo Más Querido.
- Allison Tolman - actriz, Molly jugada Solverson en FX serie televisiva Fargo
- Patrick Wang - actor, escritor, director
- Kevin Wu - personalidad de internet y celebridad de YouTube/Youtube temprano, conocido por el username KevJumba
- John King - Béisbol de Liga Importante pitcher, Texas Rangers

## Equipo de América
•	Allison Tolman - actriz, Molly jugada Solverson en FX serie televisiva Fargo
•	Patrick Wang - actor, escritor, director
•	Kevin Wu - YouTube/Youtube vlogger